# Микитюк Михайло
Миха́йло Микитю́к (псевдо: Борзенко, Максим, Субота, Чорноморець, К-40; 1918, с. Угорники, нині Коломийський район Івано-Франківська область — 16 вересня 1949, біля с. Гута Богородчанський район Івано-Франківська область) — керівник Станиславівського окружного проводу ОУН, лицар Бронзового хреста заслуги УПА.

## Життєпис
Освіта — вища: закінчив педагогічний інститут, працював учителем. Член ОУН із 1941 року. Член підрайонного проводу ОУН у Коломийщині, співробітник Косівського районного (1942-1943), член (1943-1944), а відтак керівник (1944-06.1945) Товмацького повітового/надрайонного проводу ОУН, керівник Станиславівського надрайонного (06.1945 — 06.1949), Станиславівського окружного (06. — 09.1949) проводів ОУН. 
Загинув у бою з опергрупою відділу 2-Н УМДБ на схилі гори Ріпна. 

## Нагороди
- Відзначений Бронзовим хрестом заслуги (2.09.1948).